# Die neun Pforten
Die neun Pforten (Originaltitel The Ninth Gate) ist ein Mystery-Thriller von Roman Polański aus dem Jahr 1999 mit Johnny Depp in der Hauptrolle. Der Film basiert auf dem Roman Der Club Dumas (El club Dumas) des Autors Arturo Pérez-Reverte aus dem Jahr 1993.

## Handlung
Der Antiquar und „Buch-Detektiv“ Dean Corso aus New York hat sich auf die Beschaffung sehr seltener Bücher spezialisiert. Um ersehnte Stücke zu ergattern, schreckt er auch vor Betrügereien nicht zurück.
Corso wird von dem exzentrischen Verleger-Millionär und Sammler Boris Balkan für einen besonderen Auftrag engagiert. Balkan besitzt eine Sammlung wertvoller Bücher, die alle den Teufel zum Inhalt haben. Er zeigt Corso seine neueste Erwerbung, das Buch „Die neun Pforten ins Reich der Schatten“, geschrieben im 17. Jahrhundert von Aristide Torchia. Balkan hat das Buch von dem Sammler Andrew Telfer erworben, der ihm dieses nur einen Tag vor seinem Selbstmord verkauft hat.
Von diesem Werk existieren weltweit nur noch drei Exemplare, allesamt in privatem Besitz. Laut Balkan sind zwei davon allerdings Fälschungen und nur eines authentisch. Corso soll daher die beiden anderen Exemplare in Portugal und Frankreich überprüfen, mit seinem Exemplar vergleichen und so herausfinden, welches das Original ist.
Die im Buch enthaltenen neun Holzschnitte sollen, richtig interpretiert, imstande sein, den Teufel herbeizurufen. Es wird vermutet, dass der Autor seine Inspiration für die Bilder aus dem Delomelanicon bezog, einer Schrift, die angeblich von Luzifer persönlich verfasst wurde. Torchia wurde deswegen von der Inquisition festgenommen und zusammen mit seinen restlichen Büchern auf dem Scheiterhaufen verbrannt.
Corso trifft bei seiner Suche immer wieder auf eine geheimnisvolle Unbekannte, die plötzlich auftaucht und wieder verschwindet. Er gerät immer mehr in seltsame und gefährliche Situationen, aus welchen er dann von dieser geheimnisvollen Frau gerettet wird.
Corso reist zuerst nach Toledo und sucht die Buchrestauratoren Pablo & Pedro Ceniza auf, von denen Andrew Telfer das Buch gekauft hatte. Von diesen erfährt er, dass das Buch zwar von Telfer bezahlt wurde, er allerdings selbst nicht sonderlich daran interessiert war, sondern von seiner Frau Liana zum Kauf überredet wurde. Ebenso weisen sie ihn darauf hin, dass drei der neun Holzschnitte nicht vom Autor selbst erstellt, und mit „LCF“ signiert wurden, was für Luzifer stehe. Im Anschluss reist er weiter nach Sintra und nach Paris, um die beiden anderen Exemplare zu überprüfen. Während seiner Ermittlungen hält Corso seinen Auftraggeber Balkan immer wieder telefonisch auf dem Laufenden, dieser scheint auch jederzeit zu wissen, wo er sich gerade aufhält.
Bei Durchsicht des ersten Exemplars bei Victor Fargas in Portugal stellt Corso fest, dass es einige kleine Unterschiede zu Balkans Ausgabe aufweist. In jedem der beiden Bücher sind drei der neun Holzschnitte mit dem Kürzel „LCF“ signiert. Die Motive dieser Holzschnitte weichen von denen in den anderen Exemplaren in Details ab. Seine Schlussfolgerung: in jedem der erhaltenen Bücher befinden sich drei „teuflische“ Originale und sechs abweichende Variationen. Das Geheimnis des Buches ist somit in allen drei Exemplaren versteckt, nicht nur in einem.
Als Corso nochmals zu Fargas zurückkehrt, findet er dessen Leiche im Gartenteich schwimmend, sein Buch wurde – nachdem die mit „LCF“ signierten Holzschnitte herausgerissen wurden – in den Kamin geworfen, wo es fast ganz verbrannte. In Paris angekommen versteckt Corso Balkans Buch in seinem Hotelzimmer und nimmt nur Fotokopien mit zu Baronesse Kessler, der Besitzerin des dritten Exemplars. Diese erzählt ihm, dass nach der Verbrennung des Buchautors Torchia ein Geheimbund mit dem Namen „Orden der Silbernen Schlange“ gegründet wurde, um an Torchia zu erinnern und seine Geheimnisse zu bewahren. Dieser Orden besteht bis heute noch, hat sich aber mehr zu einem Zeitvertreib reicher Menschen gewandelt. Nachdem er sie auf die Unterschiede bei den Zeichnungen hingewiesen hat, erhält Corso Kesslers Erlaubnis, ihre Ausgabe näher zu untersuchen. Während Corso die Holzschnitte miteinander vergleicht, wird er jedoch hinterrücks niedergeschlagen. Als er wieder zu sich kommt, ist die Baronesse erwürgt und ihre Bibliothek steht in Flammen.
Corso kann fliehen und kehrt in sein Hotelzimmer zurück, wo er feststellen muss, dass sein Exemplar von Liana Telfer gestohlen wurde. Zusammen mit der Unbekannten verfolgt er Telfers Wagen zum Schloss ihrer Familie, wo sie die Versammlung einer Sekte okkulter Teufelsanbeter leitet und Passagen aus dem Buch vorträgt. Balkan platzt in die Versammlung, bringt eigenhändig Liana Telfer um und flieht anschließend mit dem Buch. Corso, der von der mysteriösen Frau davon abgehalten wurde einzugreifen, lässt sie zurück, weil er denkt, dass sie für Balkan arbeitet, und folgt diesem, allerdings erfolglos, da sein Auto eine Panne hat, als er versucht, damit einen Fluss zu überqueren. Schließlich findet er Balkan in einer alten Burg in Südfrankreich. Ein Bild dieser Burg fand er zuvor auf einer Postkarte, die in Baronesse Kesslers Buch steckte und von Balkan an diese adressiert war. Die Burg ist auch auf einem der Holzschnitte abgebildet.
In der Burg breitet Balkan die „LCF“-Holzschnitte vor sich aus und beginnt mit einem Ritual, welches den Teufel beschwören soll. Corso, der Balkan aufhalten will, kann nur unbeteiligt zusehen, nachdem er halb durch einen morschen Boden gebrochen ist. Balkan ist so fest davon überzeugt, durch das Ritual übermenschliche Kräfte erlangt zu haben, dass er sich in seinem Wahn selbst mit Benzin übergießt und anzündet. Corso, der sich im letzten Moment aus seiner misslichen Lage befreien kann, ohne selbst ein Opfer der Flammen zu werden, sieht, dass der Zauber nicht funktioniert und Balkan bei lebendigem Leibe verbrennt. Er erlöst ihn von seinen Qualen, indem er ihn erschießt. Dann nimmt er alle „LCF“-Holzschnitte an sich.
Als sich Corso in Balkans Wagen setzt, überrascht ihn abermals die geheimnisvolle Frau. Vor der mittlerweile brennenden Burg lieben sich die beiden leidenschaftlich, wobei die Frau während des gesamten Liebesaktes auf dem auf dem Rücken liegenden Corso sitzt. Ihre Augen und ihr Gesicht scheinen sich dabei zu verändern. Am nächsten Morgen verrät ihm die Unbekannte, dass Balkans Teufelsbeschwörung nicht funktioniert habe, weil der neunte Holzschnitt eine Fälschung gewesen sei. Sie verschwindet wieder, hinterlässt ihm jedoch am Scheibenwischer des Wagens einen Hinweis („Ceniza Bros.“) auf die von ihm bereits zuvor aufgesuchten Buchrestauratoren in Spanien. Als er dort ankommt, findet er ihren Laden verlassen vor, stößt aber auf die letzte echte Seite. Wie die Fälschung zeigt diese eine der geheimnisvollen Unbekannten ähnliche Frau auf einem siebenköpfigen Drachenwesen sitzend, aber aus der Burg im Hintergrund strahlt nun ein grelles Licht. Corso kehrt dorthin zurück, und im Sonnenuntergang öffnet sich ihm das Burgtor (die „neunte Pforte“) in grellem Licht.

## Hintergrund

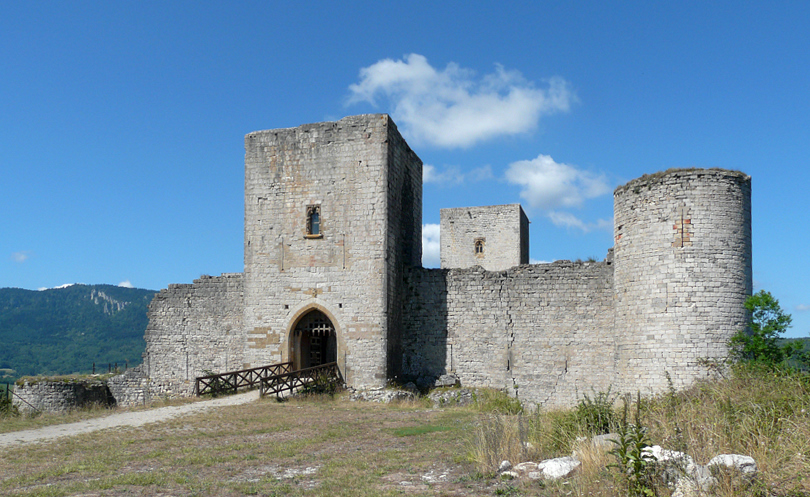
Château de Puivert, der Ort des Showdowns

- Bevor der Film beginnt, fährt die Kamera während des Vorspanns durch insgesamt neun Pforten, wobei die neunte Pforte jedoch ein helles Licht offenbart.
- Die Kombination, die Balkan in das Bedienfeld des Aufzugs eingibt, um zum Bücherraum zu gelangen, ist 666; auch Balkans Zahlenkombination zur Öffnung des Bücherraumes ist 666, oft als die Zahl des Teufels bezeichnet. Das Erscheinungsjahr des Buches wird mit 1666 angegeben.
- Der begleitende Filmsoundtrack spielt mit der Zahl neun (vgl. Titel): so bewegt sich das markante Motiv im Rahmen von 3 Tönen, die 3× wiederholt werden. Das 9-tönige Motiv wird danach weitere zwei Mal sequenziert (um drei Töne nach oben verschoben und wiederholt).  3 mal verschoben und je 3 Töne Ambitus (Tonumfang) ergibt 9.
- Das Taxi, in dem Dean Corso in New York zur Buchhandlung „Bernie’s Rare Books“ fährt, wo er seinen Freund tot auffindet, trägt die Nummer „6X67“. Das X steht im Römischen für die Zahl 10. Spricht man diese Zahl aus, wird daraus sixte(e)nsixtyseven – das Todesjahr des Autors Aristide Torchia.
- Die oben in der Handlung erwähnte Burg (Château de Puivert in Südfrankreich) taucht im Film mehrfach auf. Zu Beginn hängt in Balkans Bibliothek ein beleuchtetes Bild der Burg, und in Baronesse Kesslers Exemplar der Neun Pforten findet Corso eine Postkarte der Burg. Inhalt: „Sorry Frieda, I saw it first. Boris“. Absender der Karte ist Boris Balkan. Die Anschrift lautet „Frieda Kessler, 17, Quai d'Anjou, 75004 Paris“ und befindet sich auf der Île Saint-Louis.
- Die „geheimnisvolle Frau“ wird gespielt von Emmanuelle Seigner, der dritten Ehefrau von Regisseur Roman Polański.
- Im Film sieht man die „geheimnisvolle Frau“ mehrmals mit sich ändernden Augenfarben; beim Sex mit Corso verändert sich zudem ihr Gesicht, und zweimal sieht man sie durch die Luft schweben. Das Buch, das sie in der Szene in der Hotellobby liest und auf das sie Corso anspricht, ist How To Win Friends And Influence People von Dale Carnegie.
- Neben anderen Personen raucht auch Johnny Depp im Film ständig Zigaretten. Dass insbesondere der Protagonist des Films als starker Raucher dargestellt wird, führte in den USA zu Protesten und schließlich dazu, dass der Film auf einigen US-Sendern nicht mehr ausgestrahlt wurde. Zudem erscheint es auch unsinnig für die Handlung, da extrem seltene und teure Bücher wie die im Film dargestellten (einmal wird ein Wert von einer Million US-Dollar für das Buch erwähnt) vermutlich ausschließlich mit Handschuhen angefasst werden und ein erfahrener Antiquar wie Corso in deren Gegenwart – geschweige denn direkt über dem Buch – niemals rauchen würde. Allerdings stimmt der Film hier mit der Romanvorlage überein, in der Lucas Corso ebenfalls bei der Arbeit mit den wertvollen Büchern ständig raucht.
- Der in Portugal lebende Besitzer des einen Exemplars, Victor Fargas, weist eine auffallende Namensähnlichkeit mit dem österreichischen Schriftsteller Viktor Farkas, bekannt für Publikationen zu grenzwissenschaftlichen Themen, auf.

## Unterschiede zur Romanvorlage
- Im Buch taucht der richtige neunte Holzschnitt nicht auf.
- Der Handlungsstrang des Buches, der sich mit den drei Musketieren befasst, wird komplett ausgespart.

Hieraus ergeben sich weitere Änderungen:
- Boris Balkan erscheint hier in der Rolle, die im Buch Vaio Borja innehat. Die ursprüngliche Rolle Balkans, Eigentümer des Dumas-Autographs und Liebhaber von Dumas’ literarischem Werk, entfällt damit vollständig.
- Die Witwe Telfer ist hinter den „Neun Pforten“, nicht hinter dem unbekannten Kapitel der drei Musketiere her.
- Eine Sekte von Teufelsanbetern taucht im Buch in dieser Form nicht auf, dafür entfällt naturgemäß das Treffen des „Club Dumas“ im vorletzten Romankapitel.
- Corso erlebt im Film Parallelen zwischen seiner Realität und den „Neun Pforten“, im Roman zwischen seiner Realität und den „drei Musketieren“.

## Entstehung und Veröffentlichung
| Figur                         | Darsteller         | Deutscher Sprecher |
| ----------------------------- | ------------------ | ------------------ |
| Dean Corso                    | Johnny Depp        | Florian Halm       |
| Boris Balkan                  | Frank Langella     | Otto Mellies       |
| Die geheimnisvolle Unbekannte | Emmanuelle Seigner | Andrea Solter      |
| Liana Telfer                  | Lena Olin          | Katharina Koschny  |
| Baronesse Kessler             | Barbara Jefford    | Bettina Schön      |
| Bernie                        | James Russo        | Torsten Michaelis  |
| Pablo Ceniza                  | José López Rodero  | Hasso Zorn         |
| Pedro Ceniza                  | José López Rodero  | Victor Deiß        |
| Victor Fargas                 | Jack Taylor        | Christian Rode     |
| Witkin                        | Allen Garfield     | Klaus Jepsen       |

Der Film wurde im Sommer 1998 in Frankreich, Spanien und Portugal gedreht. Bei dem Schloss der Familie Telfer handelt es sich um das Château de Ferrières. Die deutschsprachige Synchronisation entstand bei der Film- & Fernseh-Synchron, nach einem Dialogbuch und unter der Dialogregie von Joachim Kunzendorf.
Sowohl die beiden Zwillingsbrüder Pablo und Pedro Ceniza als auch die beiden Handwerker (die sich als Pepe Lopez und Ricardo Herrera vorstellen) werden alle nur von einer einzigen Person gespielt: José López Rodero. Für die deutsche Fassung wurden die Zwillingsbrüder von Hasso Zorn und Victor Deiß gesprochen. Als Synchronsprecher für Johnny Depp war ursprünglich David Nathan vorgesehen. Da dieser jedoch kurz vor den Aufnahmen erkrankte, übernahm Florian Halm dessen Sprechrolle.
Die Filmpremiere war am 25. August 1999 in Spanien, der Kinostart in Deutschland am 16. Dezember 1999. Einem Budget von rund 38 Millionen US-Dollar stand ein weltweites Einspielergebnis von mehr als 58 Millionen US-Dollar gegenüber.

## Rezeption
Die neun Pforten erhielt ein verhaltenes Presseecho, was sich auch in den Auswertungen US-amerikanischer Aggregatoren widerspiegelt. So erfasst Rotten Tomatoes mehrheitlich kritische Besprechungen und ordnet den Film dementsprechend als „Gammelig“ ein. Laut Metacritic fallen die Bewertungen im Mittel „Durchwachsen oder Durchschnittlich“ aus. Es folgen einige repräsentative Pressestimmen:

„Ein opulent, weitgehend traditionell gestalteter Gruselfilm, der die Konventionen des Abenteuer- und Schauerkinos lustvoll zelebriert, ohne sie allzu sehr zu ironisieren.“

„Polanski knüpft wieder an seine mystizistischen Anfänge im Genre des Horrorfilms an: Er erzählt vom Buchhändler Dean Corso, der einem Kunden eine Satans-Beschwörungsfibel beschaffen soll und dabei zwischen unheilvolle Mächte gerät. Sein Film kommt durchaus amüsant, atmosphärisch und unterhaltsam daher.“

„Elegant ironische Teufelei, ein intensiver Film über die Stille, suggestiv erzählt wie ein fesselnder Roman. Sinnlich, witzig, mysteriös.“

„Seit langem ist dies mal wieder ein Polanski-Film, der – abgesehen vom rigiden Umgang mit nahezu unbezahlbaren Büchern – durchweg überzeugt: gute Darsteller, eine verwickelte Mystery-Story, gute Musik – auch wenn Kilar hier einmal mehr seinen genialen Bram Stoker’s Dracula-Soundtrack kopiert – und eine brillante Fotografie.“

„Sein neues Teufelswerk beginnt wunderbar ominös […] Mit sanfter Ironie und morbiden Bildern versteht es Polanski, seine Klassiker Rosemaries Baby und Chinatown zu verknüpfen. Doch dann kommt der Showdown mit seiner höllischen Symbolik (Flammen!), die dem Zuschauer nur ein Schulterzucken entlockt. Denn das Übernatürliche ist immer unsichtbar – und unerklärlich.“

„Wer einen Mainstream-Horror-Schocker erwartet, wird entweder enttäuscht oder angenehm überrascht sein. Das ist auch nie Polanskis Filmstil gewesen, weil er viel subtiler erzählt und die Ambiguität von Geschichten liebt. So dürfte er wieder eine künstlerisch anspruchsvolle, cineastische Zuschauergemeinde finden und ganz sicher noch all jene anlocken, die intelligent unterhalten werden wollen und sich gern eine klassisch spannende Geschichte erzählen lassen, ohne daß die Spezialeffekte dauernd um die Ecke knallen. Denn auch die sind bei Polanski leise, subtil, unauffällig.“

Des Weiteren wurde der Film bei den folgenden Auszeichnungen berücksichtigt:
- 1999: Europäischer Filmpreis für Roman Polański
- 2001: nominiert für den Saturn Award
- 2001: nominiert für den Motion Picture Sound Editors Award
- 2001: nominiert für den Taurus Award in der Kategorie Bester Feuerstunt